# Boban Rajović
Boban Rajović (serbisk kyrilliska: Бобан Рајовић; serbiskt/kroatiskt uttal: [bɔ'ban r̩ajɔ'ʋitɕ]), född 25 december 1971 i Köpenhamn, Danmark, är en sångare av montenegrinsk (serbisk) härkomst.

## Diskografi

### Album
- Boban (2000)
- Puklo srce (2003)
- Provokacija (2006)
- Kosači (2008)

### Singlar
- Usne boje vina (2007)
- Gromovi (2009) - duett med Dragana Mirković